# August Waldeck
Adolf August Friedrich Wilhelm Waldeck (* 9. Februar 1836 in Schmillinghausen; † 26. April 1917 in Ludwigsburg) war ein deutscher Lehrer und Politiker.

## Leben
Waldeck war der Sohn des Pfarrers Karl Christian Waldeck (1793–1863) und dessen Ehefrau Marie Luise, geborene Conradi (1798–1836). Er heiratete am 21. Juni 1872 in Korbach Wilhelmine Friederike Luise Bertha Buhl (1840–1909).
Waldeck besuchte das Gymnasium Korbach, wo er 1854 die Reifeprüfung ablegte. Danach studierte er Theologie in Heidelberg und Jena. Er wurde Lehrer an der höheren Bürgerschule in Pyrmont und an der Privatanstalt Dr. Marquart in Dresden. 1859 erhielt er die 6. Lehrerstelle am Gymnasium in Korbach, wo er 1864 Kollaborator wurde. 1865 wurde er zum Subkonrektor und 1867 zum Konrektor befördert. Im Jahr 1900 ging er in Pension.
Von 1874 bis 1884 war er Abgeordneter im Landtag des Fürstentums Waldeck-Pyrmont. Er wurde im Wahlkreis Kreis des Eisenbergs gewählt.